# Помень
Помень (пол. Pomień) — село в Польщі, у гміні Реч Хощенського повіту Західнопоморського воєводства.
Населення — 325 осіб (2011).
У 1975-1998 роках село належало до Гожовського воєводства.

## Демографія
Демографічна структура станом на 31 березня 2011 року:
|          | Загалом | Допрацездатний вік | Працездатний вік | Постпрацездатний вік |
| -------- | ------- | ------------------ | ---------------- | -------------------- |
| Чоловіки | 167     | 38                 | 120              | 9                    |
| Жінки    | 158     | 38                 | 96               | 24                   |
| Разом    | 325     | 76                 | 216              | 33                   |